# Museo de San Baudilio de Llobregat
El museo de San Baudilio de Llobregat tiene por objetivo recuperar, conservar, estudiar y dinamizar el patrimonio cultural y la memoria histórica de San Baudilio de Llobregat (Bajo Llobregat). Las principales colecciones del museo son los restos arqueológicos iberos, romanos y medievales, procedentes de las distintas campañas realizadas en la población, los fondos de herramientas y útiles del campo, donación de la Cámara Agraria local, y otros fondos procedentes de donaciones privadas, entre los que destacan las herramientas de un taller de carpintería. El museo acoge las exposiciones permanentes "Sant Boi. Tiempo y espacio" y "Rafael Casanova y su tiempo", además de diversas exposiciones temporales.
Fundado en 1998, el museo está integrado en la Red de Museos Locales de la Diputación de Barcelona y cuenta con los siguientes equipamientos: Can Barraquer, Can Torrents, las termas romanas y la torre de Benviure. El museo también cuenta con un módulo multisensorial llamado "La Mirada Táctil", un espacio de interpretación táctil especialmente adaptado y diseñado para los visitantes que presenten algún tipo de dificultad visual, ceguera o movilidad reducida.

## Equipamientos

### Can Barraquer
Sede central del Museo de San Baudilio de Llobregat desde el 26 de marzo de 2011, Can Barraquer es una casa solariega del siglo XV, totalmente reformada en el siglo XVII, en la que destacan el alero, la cubierta con vigas de madera y las ventanas del primer piso, de estilo gótico tardío. En esta casa vivió y murió Rafael Casanova.

### Can Torrents
Can Torrens es una casa solariega del siglo XVI en la que destacan los ventanales de estilo gótico tardío de la planta noble y un escudo nobiliario en la puerda de acceso, que conserva el arco de medio punto de la antigua masía. Antigua sala de exposiciones del museo, desde la inauguración de Can Barraquer acoge los servicios técnicos del museo y es sede del Archivo Histórico Municipal. Acoge también a todo el equipo administrativo, técnico y responsable político del Departamento de Cultura del Ayuntamiento de San Baudilio de Llobregat.

### Termas romanas
Las termas romanas de San Baudilio son los baños en una propiedad privada de la época mejor conservados de Cataluña. Fueron construidas a finales del siglo II d. C., en una época de esplendor económico en el valle del Llobregat, y el edificio termal estuvo en funcionamiento hasta el siglo V. Localizadas en 1953, se inauguraron como equipamiento museístico en 1998.

### Torre de Benviure

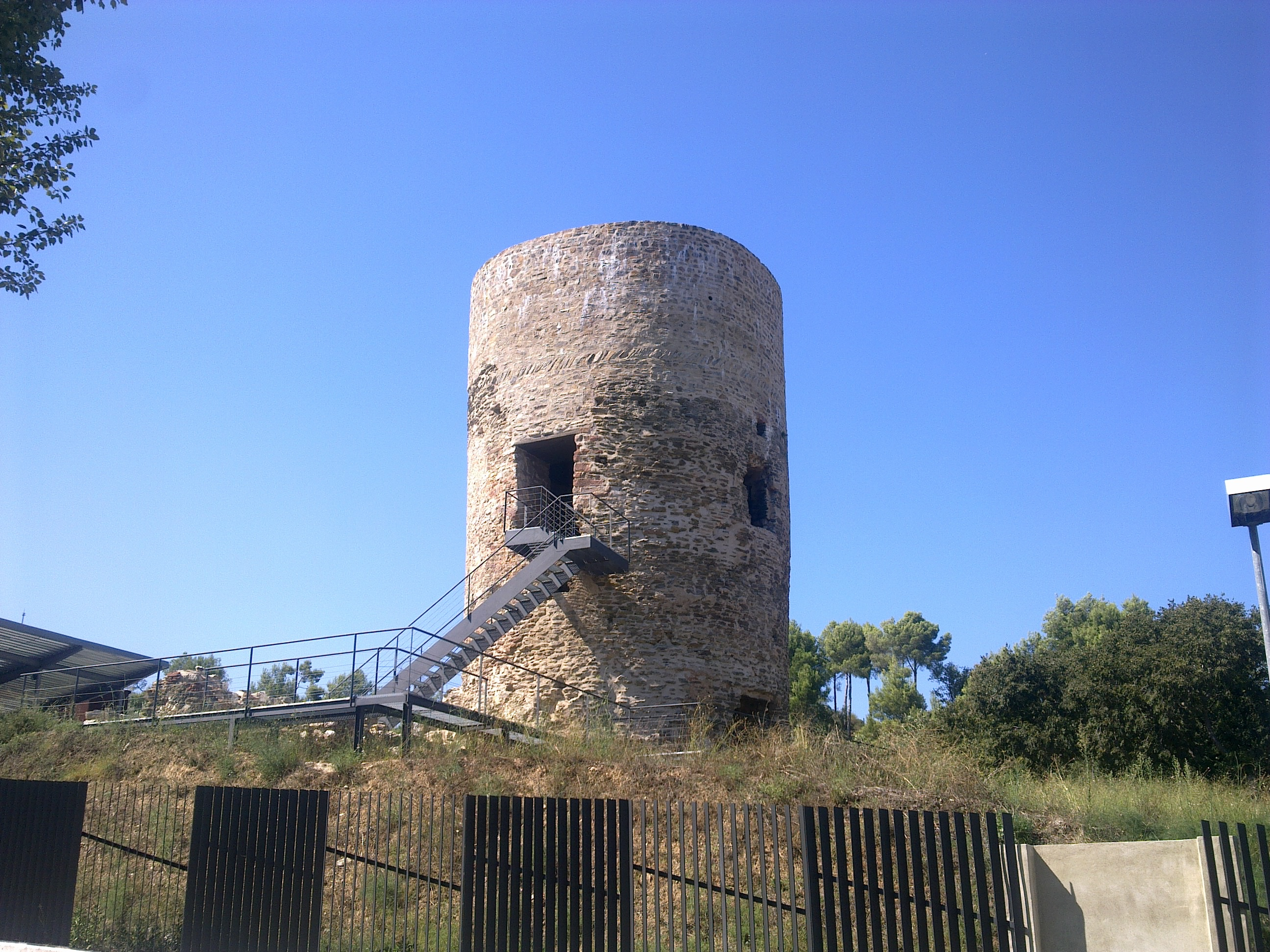
Torre de Benviure

La torre de Benviure fue edificada en el siglo X en una importante encrucijada con el objetivo de defender la ciudad de Barcelona de los ataques procedentes de los reinos de al-Ándalus.  Es una torre de defensa de planta circular, con muros de casi 2 metros de ancho; las diversas campañas de excavación realizadas han puesto al descubierto restos iberos y medievales. El monumento ha sido restaurado recientemente y se realizan visitas guiadas.